# Anthocarpa nitidula
Anthocarpa nitidula là một loài thực vật có hoa trong họ Meliaceae. Loài này được (Benth.) T.D.Penn. ex Mabb. mô tả khoa học đầu tiên năm 1985.